# Lison Nowaczyk
Lison Nowaczyk (Auchel, 27 januari 2003) is een zwemster uit Frankrijk.
Op de Europese kampioenschappen zwemmen 2020 behaalt Nowaczyk met het Franse estafette-team de bronzen medaille op de 4x100 meter.